# Sansone tradito da Dalila, accecato e alla macina
La tarsia Sansone tradito da Dalida, accecato e alla macina fa parte delle tarsie del coro della basilica di Santa Maria Maggiore. È collocata sul presbiterio nella parte dedicata al coro dei religiosi, undicesimo stallo. Uno studio delle tarsie e dei disegni preparatori fu realizzato dalla studiosa Francesca Cortesi Bosco e pubblicato nel 1987, che lo dita come ultimo lavoro realizzato da Giovan Francesco Capoferri

## Storia
La congregazione della Misericordia Maggiore, che amministrava la basilica mariana, e che aveva deciso di completare il presbiterio con un nuovo altare e con il nuovo coro, il 12 marzo 1524 affidò a Lorenzo Lotto la realizzazione dei disegni per le tarsie e per i relativi coperti. Per la loro realizzazione Lotto fu aiutato dal frate francescano Gerolamo Terzi. Il disegno faceva parte dei due consegnati il 15 maggio 1530 e registrati nel “Liber Fabrice” il 13 giugno.
La tarsia fu l'ultimo lavoro eseguito da Capoferri, lavoro complesso e realizzato pochi mesi prima di morire. Quando Lorenzo Lotto richiese il disegno preparatore erroneamente ne chiederà due: Sansone preso ligato tagliato i capelli, e Sansone bacinato e legato alla macina, confondendosi, perché i due soggetti sono inseriti in un disegno unico.

## Descrizione

### Tarsia
L'invenzione o storia descrive l'evento raccontato nel Libro dei Giudici (Giudici 16,17-22) La tarsia si presenta come una grande rappresentazione teatrale su di una piazza, dove osservatori possono vedere, come nelle rappresentazioni medioevali, lo svilupparsi della storia su quattro differenti scenografie, ma dove vi è la presenza di un tempo antico raffigurato in lontananza con una colonna onoraria dove è posta una statua di Dovizia che tiene la cornucopia, mentre quella di Venere è posta sul frontone del tempio entrambe indicano, secondo Lotto, quanto nel mondo esercita la maggiore seduzione sull'animo umano, quali simboli di ricchezza e piacere.

La prima scena si svolge nel centro della tarsia, Dalila, incontra su di una piazza i farisei e con loro si accorda di tradire Sansone e carpirne i segreti. Interessante che tra i filistei Lorenzo Lotto raffigurò un frate in abiti domenicani mentre paga la giovane Dalila per il suo tradimento. 
(Libro dei Giudici 16,4-5)
 La presenza di un frate domenicano con tanto di abito bianco e mantello nero con cappuccio, non fu censurata dalla congregazione e forse fu consigliata all'artista veneziano dallo stesso Terzi, che gli era consigliere teologico negli studi dei cartoni preparatori.
La seconda scena è rappresentata la stanza dove Dalila compie il gesto di tagliere le trecce a Sansone che le aveva confidato il segreto che tutta la sua forza era data dai sui lunghi capelli. Questa indossa abiti eleganti mentre il dormiente porta la corazza. Segue la scena di Dalila che, sulla soglia del palazzo, riceve dai filistei i denari del suo tradimento. La scena successiva illustra Sansone legato che è costretto a sporgersi su di un bacino rovente che lo accecherà. Proprio da questo deriva il termine “bacinato”. Sansone verrà poi legato a una macina nella scena successiva, sostituendo un animale che viene portato fuori da un personaggio. 

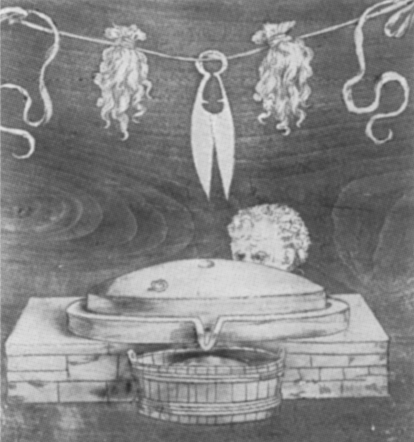
Coperto della tarsia Sansone tradito da Dalila, accecato e alla macina

### Coperto
Il coperto o “picture a claro et obsuro” o impresa venne consegnato nel 1531 e realizzato dal Capoferri entro il 9 novembre venendo poi profilato da Lucano da Imola e terminato entro il 15 dicembre del medesimo anno.